# تارنوکرتی
تارنوکرتی (به مجاری:  Tárnokréti) یک سکونتگاه مسکونی در مجارستان است که در دیور-موشون-شوپرون واقع شده‌است.

## خصوصیات
تارنوکرتی ۹٫۵۴ کیلومترمربع مساحت و ۲۱۸ نفر جمعیت دارد.